# Calligra Plan
Calligra Plan, precedentemente KPlato (K PLAnning TOol), è un software per il project management, per la creazione di grafici e diagrammi, che può generare diagrammi di Gantt.
Fa parte del progetto Calligra Suite, (precedentemente KOffice), una suite di software di produttività personale originariamente progettata per il desktop environment KDE, divenuta multipiattaforma grazie al porting sulle librerie Qt4.
Esso è destinato per la gestione di progetti moderatamente grandi con risorse multiple.

## Storia
Faceva parte del pacchetto KOffice 2.0.0. distribuito nel maggio 2009, una suite office integrata al desktop environment KDE.
I lavori su KPlato sono iniziati nel 2004. La prima versione distribuita nell'Aprile 2004 era parte di KOffice 1.5.